# 林允宗
林允宗（1497年—1589年），字希曾，號方渠、獨斋，福建興化府莆田縣人，明朝政治人物。

## 生平
嘉靖四年（1525年）乙酉科福建鄉試第八十九名，嘉靖八年（1529年）己丑科會試第一百四十五名，廷試三甲進士。初任浙江樂清縣知縣，擢刑部主事，二十四年以建昌侯张延龄事，謫佐太倉州，尋轉肇慶府丞，久之，復以刑部郎中出任衡州府知府，參與平定苗亂。以丁憂解職，遂不復出。卒年九十三。子林民止、林民悦，俱進士。

## 交遊
隆庆三年（1569年），林允宗與同鄉致仕南京工部尚书康大和、南京刑部尚书林云同、云南知府郑弼、潮州知府陈叙、广东布政司参议雍澜、南京户部主事柯维骐、长芦盐运使林汝永，举逸老会，时称“莆田八老会”，又称“八仙会”。

## 家族
曾祖林戴冑；祖父林弘仁；父林敏儀。母黃氏。慈侍下。